# Dennis Johnson
Dennis Wayne Johnson (San Pedro, 18 settembre 1954 – Austin, 22 febbraio 2007) è stato un cestista e allenatore di pallacanestro statunitense, professionista nella NBA.

## Carriera da giocatore
Johnson fu scelto al draft 1976 dai Seattle SuperSonics, dalla Pepperdine University. Diventò subito conosciuto come una delle migliori guardie della NBA. Facilmente riconoscibile per i suoi capelli afro un po' rossicci e le lentigini sul volto, Johnson è considerato tra i migliori difensori e passatori della pallacanestro professionistica.
Johnson vinse un titolo NBA con i Seattle SuperSonics nel 1979, battendo in finale i Washington Bullets che avevano avuto la meglio all'ultimo atto un anno prima; quell'anno fu anche nominato MVP delle finali, dopo aver fatto registrare una media di 22,6 punti, 6 rimbalzi, 6 assist, 1,8 palle rubate e 2,2 stoppate a partita.
Dopo tre stagioni ai Phoenix Suns dal 1980 al 1983, durante il quale fu selezionato per la prima volta come All-NBA First Team, arrivò ai Boston Celtics, i quali avevano bisogno di una point guard capace di difendere su Magic Johnson. A Boston giocò con Larry Bird, Kevin McHale, Danny Ainge e Robert Parish, vincendo altri due campionati NBA nel 1984 e nel 1986 e raggiungendo le finals anche nel 1985 e nel 1987.
Nella sua carriera Johnson ha giocato cinque volte agli All-Star Game, ed è stato nominato per sei volte nel primo quintetto difensivo NBA, e per tre volte nel secondo.

## Statistiche

### NBA

#### Regular Season
| Anno       | Squadra          | PG    | PT  | MP   | TC%  | 3P%  | TL%  | RP  | AP  | PRP | SP  | PP   |
| ---------- | ---------------- | ----- | --- | ---- | ---- | ---- | ---- | --- | --- | --- | --- | ---- |
| 1976-1977  | Seattle S.Sonics | 81    | -   | 20,6 | 50,4 | -    | 62,4 | 3,7 | 1,5 | 1,5 | 0,7 | 9,2  |
| 1977-1978  | Seattle S.Sonics | 81    | -   | 27,3 | 41,7 | -    | 73,2 | 3,6 | 2,8 | 1,5 | 0,6 | 12,7 |
| 1978-1979† | Seattle S.Sonics | 80    | -   | 34,0 | 43,4 | -    | 78,1 | 4,7 | 3,5 | 1,3 | 1,2 | 15,9 |
| 1979-1980  | Seattle S.Sonics | 81    | -   | 36,3 | 42,2 | 20,7 | 78,0 | 5,1 | 4,1 | 1,8 | 1,0 | 19,0 |
| 1980-1981  | Phoenix Suns     | 79    | -   | 33,1 | 43,6 | 21,6 | 82,0 | 4,6 | 3,7 | 1,7 | 0,8 | 18,8 |
| 1981-1982  | Phoenix Suns     | 80    | 77  | 36,7 | 47,0 | 19,0 | 80,6 | 5,1 | 4,6 | 1,3 | 0,7 | 19,5 |
| 1982-1983  | Phoenix Suns     | 77    | 74  | 33,1 | 46,2 | 16,1 | 79,1 | 4,4 | 5,0 | 1,3 | 0,5 | 14,2 |
| 1983-1984† | Boston Celtics   | 80    | 78  | 33,3 | 43,7 | 12,5 | 85,2 | 3,5 | 4,2 | 1,2 | 0,7 | 13,2 |
| 1984-1985  | Boston Celtics   | 80    | 77  | 37,2 | 46,2 | 26,9 | 85,3 | 4,0 | 6,8 | 1,2 | 0,5 | 15,7 |
| 1985-1986† | Boston Celtics   | 78    | 78  | 35,0 | 45,5 | 14,3 | 81,8 | 3,4 | 5,8 | 1,4 | 0,4 | 15,6 |
| 1986-1987  | Boston Celtics   | 79    | 78  | 37,1 | 44,4 | 11,3 | 83,3 | 3,3 | 7,5 | 1,1 | 0,5 | 13,4 |
| 1987-1988  | Boston Celtics   | 77    | 74  | 34,7 | 43,8 | 26,1 | 85,6 | 3,1 | 7,8 | 1,2 | 0,4 | 12,6 |
| 1988-1989  | Boston Celtics   | 72    | 72  | 32,1 | 43,4 | 14,0 | 82,1 | 2,6 | 6,6 | 1,3 | 0,3 | 10,0 |
| 1989-1990  | Boston Celtics   | 75    | 65  | 27,1 | 43,4 | 4,2  | 84,3 | 2,7 | 6,5 | 1,1 | 0,2 | 7,1  |
| Carriera   | Carriera         | 1.100 | 673 | 32,7 | 44,5 | -    | 79,7 | 3,9 | 5,0 | 1,3 | 0,6 | 14,1 |

#### Playoffs
| Anno     | Squadra          | PG  | PT | MP   | TC%  | 3P%  | TL%  | RP  | AP  | PRP | SP  | PP   |
| -------- | ---------------- | --- | -- | ---- | ---- | ---- | ---- | --- | --- | --- | --- | ---- |
| 1978     | Seattle S.Sonics | 22  | -  | 37,6 | 41,2 | -    | 70,4 | 4,6 | 3,3 | 1,0 | 1,0 | 16,1 |
| 1979†    | Seattle S.Sonics | 17  | -  | 40,1 | 45,0 | -    | 77,1 | 6,1 | 4,1 | 1,6 | 1,5 | 20,9 |
| 1980     | Seattle S.Sonics | 15  | -  | 38,8 | 41,0 | 33,3 | 83,9 | 4,3 | 3,8 | 1,8 | 0,7 | 17,1 |
| 1981     | Phoenix Suns     | 7   | -  | 38,1 | 47,3 | 20,0 | 76,2 | 4,7 | 2,9 | 1,3 | 1,3 | 19,6 |
| 1982     | Phoenix Suns     | 7   | -  | 38,7 | 47,7 | 0,0  | 76,9 | 4,4 | 4,6 | 2,1 | 0,6 | 22,3 |
| 1983     | Phoenix Suns     | 3   | -  | 36,0 | 45,8 | 0,0  | 83,3 | 7,7 | 5,7 | 1,7 | 0,7 | 18,0 |
| 1984†    | Boston Celtics   | 22  | -  | 36,7 | 40,4 | 42,9 | 86,7 | 3,6 | 4,4 | 1,1 | 0,3 | 16,6 |
| 1985     | Boston Celtics   | 21  | 21 | 40,4 | 44,5 | 0,0  | 86,0 | 4,0 | 7,3 | 1,5 | 0,4 | 17,3 |
| 1986†    | Boston Celtics   | 18  | 18 | 39,7 | 44,5 | 37,5 | 79,8 | 4,2 | 5,9 | 2,2 | 0,3 | 16,2 |
| 1987     | Boston Celtics   | 23  | 23 | 41,9 | 46,5 | 11,5 | 85,0 | 4,0 | 8,9 | 0,7 | 0,3 | 18,9 |
| 1988     | Boston Celtics   | 17  | 17 | 41,3 | 43,3 | 37,5 | 79,6 | 4,5 | 8,2 | 1,4 | 0,5 | 15,9 |
| 1989     | Boston Celtics   | 3   | 1  | 19,7 | 26,7 | -    | -    | 1,3 | 3,0 | 1,0 | 0,0 | 2,7  |
| 1990     | Boston Celtics   | 5   | 5  | 32,4 | 48,4 | 33,3 | 100  | 2,8 | 5,6 | 0,4 | 0,4 | 13,8 |
| Carriera | Carriera         | 180 | 85 | 38,9 | 43,9 | -    | 80,2 | 4,3 | 5,6 | 1,4 | 0,6 | 17,3 |

## Carriera da coach
Inizia la carriera di coach come assistente nei Celtics tra il 1993 e il 1997. Rimane quindi più di quattro stagioni come assistente ai Los Angeles Clippers e subentra come loro capo allenatore ad interim al posto di Alvin Gentry per le ultime 24 partite della stagione 2003. Dopo un breve periodo in cui lavora come osservatore per i Portland Trail Blazers, diventa allenatore nella NBA Development League dei Florida Flame nel 2004-2005 e, dopo una sola stagione, degli Austin Toros.

## La morte
Il 22 febbraio 2007, all'età di 52 anni, Johnson è scomparso a seguito di un attacco cardiaco occorsogli all'Austin Convention Center alla fine di un allenamento con la sua squadra. Gli Austin Toros, in onore del proprio coach, hanno ritirato la maglia nº 3, già ritirata per Johnson dai Boston Celtics nel 1991.

## Palmarès

### Giocatore
- Campionato NBA: 3

Seattle Supersonics: 1979
Boston Celtics: 1984, 1986
- NBA Finals MVP (1979)
- All-NBA Team: 2

First Team: 1981
Second Team: 1980
- NBA All-Defensive Team: 9

Fist Team: 1979, 1980, 1981, 1982, 1983, 1987
Second Team: 1984, 1985, 1986
- NBA All-Star Game: 5

1979, 1980, 1981, 1982, 1985
- Il suo numero 3 è stato ritirato dai Boston Celtics
- Inserito nella Naismith Memorial Basketball Hall of Fame nel 2010